# 옥서역
옥서역(Okseo station, 玉西驛)은 충청남도 보령시 남포면 옥서리에 있었던 장항선의 철도역이었다. 옥서삼각선의 분기역으로 서천화력선과의 석탄 수송 연계를 위해 설치되었으나, 1992년 5월 2일 옥서삼각선과 함께 폐지되었다.

## 역명 유래
1914년 행정구역 개편 때 발산, 사현리, 남리, 동리, 서리의 일부분을 병합하면서 옥마산과 서리의 이름을 따서 옥서리라고 한데서 비롯하였다.

## 연혁
- 1983년 12월 10일 : 신호장으로 영업 개시
- 1992년 5월 2일 : 옥서삼각선 폐선으로 폐역